# Salariul mediu în economia României
Salariul mediu pe economie este o informație statistică. Este calculat de Institutul Național de Statistică și are mai mulți indicatori.

## Concepte și definiții
- Câștigul salarial nominal brut cuprinde salariile, respectiv drepturile în bani și în natură cuvenite salariaților pentru munca efectiv prestată (inclusiv pentru timpul lucrat suplimentar) potrivit formei de salarizare aplicată, sporurile și indemnizațiile acordate ca procent din salariu sau în sume fixe, alte adaosuri la salarii potrivit legii, sumele plătite pentru timpul nelucrat (indemnizațiile pentru concediile de odihnă și studii, zile de sărbătoare și alte zile libere, sumele plătite din fondul de salarii pentru concediile medicale), premiile, primele de vacanță și alte sume plătite din fondul de salarii conform actelor normative sau contractelor colective de muncă, sumele plătite din profitul net și alte fonduri (inclusiv contravaloarea tichetelor de masă).
- Câștigul salarial nominal net se obține prin scăderea din câștigul salarial nominal brut a: impozitului, contribuției salariaților pentru asigurările sociale de sănătate, contribuției individuale de asigurări sociale de stat și a contribuției salariaților la bugetul asigurărilor pentru șomaj.
- Câștigul salarial mediu lunar reprezintă raportul dintre sumele plătite salariaților de către agenții economici în luna de referință, indiferent pentru ce perioadă se cuvin și numărul mediu de salariați. Numărul mediu al salariaților reprezintă o medie aritmetică simplă calculată pe baza efectivelor zilnice ale salariaților din luna respectivă. În efectivul de salariați luat în calcul se includ numai persoanele care au fost plătite pentru luna respectivă. Nu se iau în considerare: salariații aflați în concediu fără plată, în grevă, detașați la lucru în străinătate și cei al căror contract de muncă/raport de serviciu a fost suspendat.

### Metodologie folosită
- Datele lunare privind câștigul salarial și efectivul de salariați sunt obținute printr-o cercetare statistică selectivă. Pentru dimensionarea eșantionului s-a luat în considerare obținerea unor estimații ale principalelor caracteristici cercetate, care să fie afectate de erori în limita a +/-3% și garantate cu o probabilitate de 95%. Începând cu luna ianuarie 2010 eșantionul cuprinde 25000 unități economico-sociale. Unitățile din sectorul bugetar sunt cuprinse exhaustiv în cercetare, excepție făcând unitățile administrației publice locale pentru care datele la nivelul consiliilor locale comunale se culeg pe bază de eșantion reprezentativ la nivel de județ (cca. 770 de unități). Pentru sectorul economic, au fost incluse în cercetare unitățile cu 4 salariați și peste, care reprezintă 92,73% din numărul total al salariaților din acest sector.
- Obiectivul cercetării statistice lunare asupra câștigurilor salariale îl constituie evaluarea tendințelor pe termen scurt ale câștigurilor salariale medii lunare și orare pe total economie și sectoare de activitate

## Istoric
Istoricul salariului mediu pe economie în România poate fi descoperit consultând Comunicatele Institutului Național de Statistică

### Evoluția anuală a salariului mediu brut și a salariului mediu net în economie (valori medii lunare)[1][2]
| Anul | Valoare medie lunara brută | Valoare medie lunara netă | Curs mediu euro | Valoare medie lunara netă (euro) |         |
| 145  |                            |                           |                 |                                  |         |
| 2006 | 1.146 lei                  | 866 lei                   | 3,5245          | 236€                             |         |
| 2007 | 1.396 lei                  | 1.042 lei                 | 3,3373          | 312€                             |         |
| 2008 | 1.761 lei                  | 1.309 lei                 | 3,6827          | 348€                             |         |
| 2009 | 1.845 lei                  | 1.361 lei                 | 4,2373          | 326€                             |         |
| 2010 | 1.902 lei                  | 1.391 lei                 | 4,2099          | 330€                             |         |
| 2011 | 1.980 lei                  | 1.444 lei                 | 4,2379          | 341€                             |         |
| 2012 | 2.063 lei                  | 1.507 lei                 | 4,4560          | 338€                             |         |
| 2013 | 2.163 lei                  | 1.579 lei                 | 4,4190          | 357€                             |         |
| 2014 | 2.328 lei                  | 1.697 lei                 | 4,4446          | 382€                             | 398.03€ |
| 2015 | 2.555 lei                  | 1.859 lei                 | 4,5245          | 411€                             |         |
| 2016 | 2.809 lei                  | 2.046 lei                 | 4,4908          | 456€                             |         |
| 2017 | 3.223 lei                  | 2.338 lei                 | 4,5618          | 513€                             |         |
| 2018 | 4.357 lei                  | 2.642 lei                 | 4,6535          | 568€                             |         |
| 2019 | 4.853 lei                  | 2.986 lei                 | 4,7452          | 629€                             |         |
| 2020 | 5.213 lei                  | 3.217 lei                 | 4,8371          | 665€                             |         |
| 2021 | 5.535 lei                  | 3.416 lei                 | 4,9204          | 694€                             |         |
| 2022 | 6.430 lei                  | 3.974 lei                 | 4,9315          | 806€                             |         |
| 2023 | 7.290 lei                  | 4.554 lei                 | 4,9315          | 924€                             |         |

### Evoluția anuală a salariului mediu net în economie (valori instantanee)
Salariul mediu net în economie are un trend crescător: 1.355 lei în ianuarie 2009
1.358 lei în februarie 2009
1.390 lei în iulie 2009
1.604 lei în decembrie 2011
1467 lei în ianuarie 2012
1472 lei în februarie 2012
1543 lei în martie 2012
1553 lei în aprilie 2012
1857 lei în aprilie 2015
2108 lei în octombrie 2016
2464 lei în noiembrie 2017
3340 lei în decembrie 2019
3620 lei în decembrie 2020
3879 lei in decembrie 2021